# 乌策拉特
乌策拉特是德国莱茵兰-普法尔茨州的一个市镇。总面积5.70平方公里，总人口188人，其中男性95人，女性93人（2011年12月31日），人口密度33人/平方公里。